# Grace Wahba
Grace Goldsmith Wahba (Estados Unidos, 3 de agosto de 1934) es una doctora en ciencias, pionera en los estudios de splines suavizados. Su libro sobre estos estudios, un clásico en la materia, fue la base de la investigación sobre el uso de splines y de las propuestas de nuevos estimadores con sus parámetros de suavizado asociados. Grace es conocida, sobre todo, por el desarrollo del método generalizado de validación cruzada para la selección del parámetro suavizado, método que se encuentra implementado en los paquetes estadísticos habituales. Sus aportaciones se enmarcan en el análisis de propiedades estadísticas de nuevos estimadores, así como en sus aplicaciones prácticas, aplicaciones de sus técnicas a estudios demográficos, microanálisis de ADN, estudio de imágenes médicas, cambio climático, machine learning o aprendizaje automático, matrices de ADN o imágenes médicas.

## Biografía
Grace Wahba se educó en la universidad de Cornell (1956) y más adelante en la Universidad de Maryland, College Park. Obtuvo el doctorado en la Universidad de Standford en 1966. Cuando Grace estaba en la escuela secundaria, su padre le dejó un equipo de química. No parecía algo asombroso pero, en 1940, a las mujeres se las imaginaba jugando con muñecas y no con tubos y muestras. Pero ella nunca se dejó llevar por las expectaciones arraigadas en la sociedad, sino que perseguía sus intereses y su curiosidad natural, y esto era lo que la guiaba y lo que la llevó a tener una innovadora carrera en estadística en un tiempo en el que no se apostaba porque las mujeres tuvieran un gran reconocimiento internacional. Creció en Montclari, New Jersey. Su padre, Harry Goldsmith, que era abogado para una compañía farmacéutica, le hablaba sobre su día a día cuando llegaba a casa, y esto le fascinaba a Grace. Él le cedió sus viejos libros de física, a los que Grace dio un buen uso. El hecho de que su padre le hablara sobre estos temas y le cediera este material, hacía que Grace lo considerada como uno de los primeros feministas.
En secundaria, a los chicos se les daba muchas opciones de estudio: ingenieros, doctores, abodados o ejecutivos de negocio. En cambio, para las chicas, las únicas opciones eran ser secretaria, enfermera o profesora. Grace quería ser ingeniera y así se lo comunicó a sus padres. Esto no importó en el colegio, que se regía por esas normas, pero para Grace fue suficiente que sus padres la apoyaran en sus deseos. Cuando se inscribió en la Universidad de Cornell, las mujeres tenían que dormir en la residencia universitaria, donde no se permitía la entrada de hombres y tenían un toque de queda por las noches, el cual, si no respetaba, les haría ser castigadas. En cambio los hombres podían vivir en sus propios apartamentos y podían tener visitas femeninas a cualquier hora.
En 1965, trabajando para la empresa IBM, parte de su trabajo consistía en la observación de los datos obtenidos de los satélites. Uno de los problemas con los satélites era cómo orientarlos para un propósito específico, por ejemplo, para poner el foco en una conocida novedad de la luna, basada en las observaciones de la posición relativa de los satélites con respecto a las estrellas. La fórmula matemática para este problema consta de matrices y álgebra linear, y es conocida como "El problema de Wahba".
Si bien la teoría fundacional de los splines fue desarrollada en la década de 1940 por el matemático estadounidense de origen rumano Isaac Jacob Schoenberg, a Grace también le pertenece la palabra "spline" y su uso en estadística. Su monográfico en 1990 "Spline Models for Observational Data" ha sido un best-seller científico. Está basado en una serie de publicaciones fundamentales escritas por varios coautores en los años previos. Entre ellos, el más influyente podría haber sido "Generalized cross-validation as a method of choosing a good ridge parameter" (Validación cruzada generalizada como método para elegir un buen parámetro de regresión contraída), con Gene Golub y Michael Heath, que introdujeron el criterio GCV (Validación cruzada generalizada). El sello de calidad aportado por el trabajo de Grace Wahba es una combinación de matemáticas de alto nivel, a menudo incluyendo ideas de análisis funcional como reproducir los espacios de Kernel de Hilbert, pero manteniendo fuertemente a la vista los problemas prácticos de los análisis de datos reales.
Grace es considerada como una de las mejores personas dentro de la estadística, así como una buena científica y matemática. Fue considerada como la estadística más eminente del país y una de las primeras de todas las personas de estadística y de matemática aplicada de Estados Unidos. Fue la primera mujer miembro de la facultad en el Departamento de Estadística en la Universidad de Wisconsin-Madison. Ha supervisado las tesis de al menos 39 estudiantes graduados en cuatro contintentes distintos.
En la universidad conoció al hombre que se convertiría en su marido, un compañero de estadística, David Callan. Este, se mostraban muy impresionado porque Grace se rodeaba de los mejores profesionales. Se casaron después de 30 años de empezar la relación, porque, en palabras de Grace, no pudieron conseguirlo hasta ese entonces. Grace siempre ha sido una activa deportista de marcha atlética, una pasión que descubrió en 2013. Tiene una colección de medallas ganadas, incluyendo una de bronce en los 5 kilómetros marcha de los Juegos Nacionales Senior de 2017. Ella no le da tanta importancia al premio, porque sólo había cuatro personas inscritas y una fue descalificada.

## Principales contribuciones
Aportó el "Problema de Wahba", mediante el cual se busca encontrar una matriz de rotación  entre dos sistemas de coordenadas a partir de un conjunto de observaciones de vectores (ponderadas). Las soluciones al problema de Wahba son utilizadas a menudo en la determinación de la actitud de los satélites utilizando sensores como magnetómetros y receptores GPS de múltiples antenas.
Su libro sobre los estudios de "splines" suavizados, fue un clásico, y la base de la investigación sobre el uso de splines y de las propuestas de nuevos estimadores con sus parámetros de suavizado asociados. Grace es conocida, sobre todo, por el desarrollo del método generalizado de validación cruzada para la selección del parámetro suavizado, método que se encuentra implementado en los paquetes estadísticos habituales.
De gran importancia fue su trabajo en la extracción de grandes almacenamientos de datos, particularmente en el campo médicos. Ha supervisado de no menos de 39 estudiantes graduados de 4 continentes. Muchas de las personas que fueron alumnas de ella, han pasado a ostentar jefaturas de departamento o becas en universidades de todo el mundo.

## Premios y reconocimientos
- Elegida miembra de la United States National Academy of Sciences en 2000.
- Nombrada estadística del año por la American Statistical Association en 2004.
- Recibió el doctorado honorífico por la Universidad de Chicago, en 2007.
- Miembra de varias sociedades académicas, incluyendo la Academia Americana de Artes y Ciencias (American Academy of Arts and Sciences), la Asociación Americana para el progreso de la Ciencia (American Association for the Advancement of Science), la Asociación Americana de Estadística (American Statistical Association), y el Instituto de Matemáticas Estadísticas (Institute of Mathematical Statistics).
- Ha dirigido más de una treintena de tesis doctorales, y se le asocian casi 200 descendientes en el mundo científico.
- Coincidiendo con su 80 cumpleaños, la Universidad de Madison, a la que lleva vinculada desde 1967, celebra en su honor el evento "Conference on Nonparametric Statistics for Big Data" en junio de 2014.[2][6][7][8]